# División de Cassini

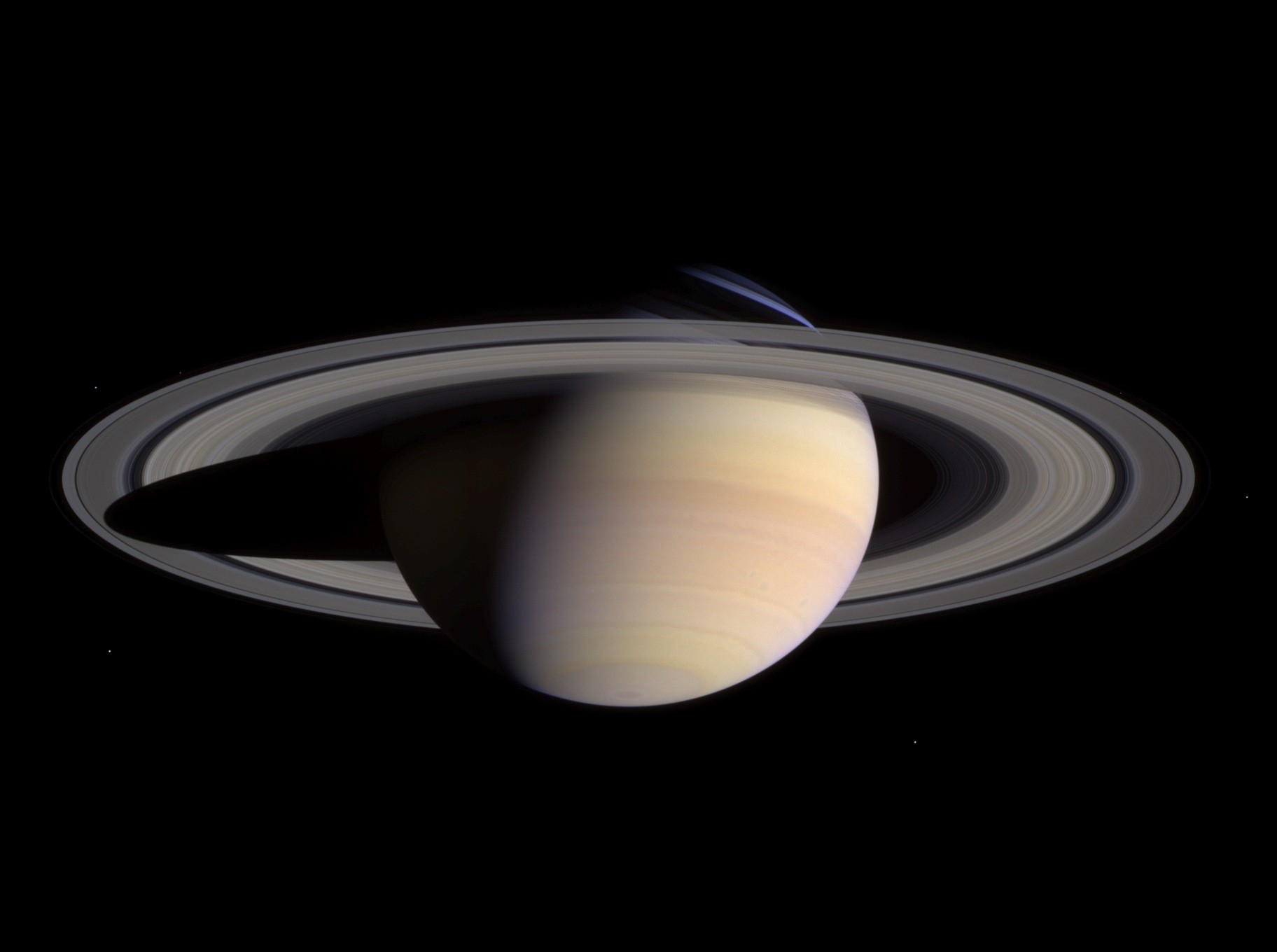
Imagen de Saturno obtenida por la sonda Cassini donde se distingue la división de Cassini entre los anillos A y B.

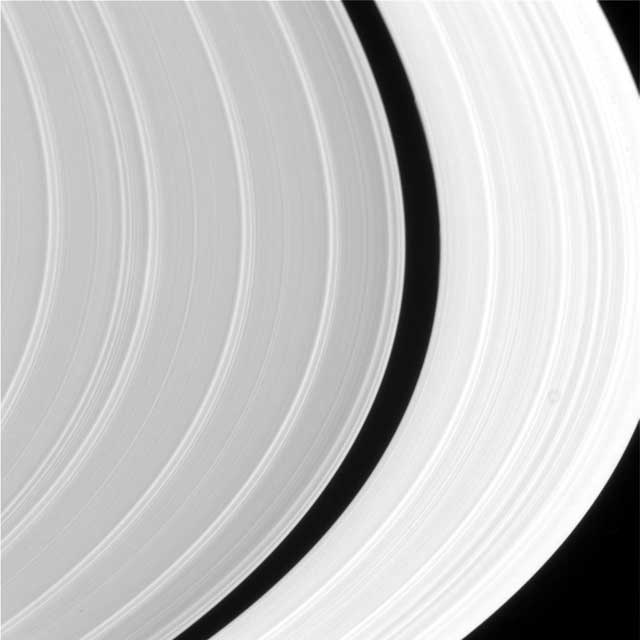
Imagen de alta resolución obtenida por la sonda Cassini en el paso de los anillos.

La división de Cassini es la separación existente entre los anillos A (exterior) y B (interior) de Saturno: fue descubierta por Giovanni Cassini en 1675. Esta separación se encuentra a 122 340 km del centro de Saturno y tiene una anchura de unos 4800 km.
Aunque a simple vista parece no existir material en esta separación, estudios recientes revelan que únicamente se trata de una zona con menor densidad de material. La causa de la escasez de material en la división de Cassini es la influencia gravitatoria con el satélite Mimas. La división de Cassini se encuentra en resonancia gravitatoria con la órbita de dicho satélite por lo que el material es expulsado por los sucesivos pasos de Mimas.
Los anillos de Saturno poseen otras destacadas divisiones como la división de Encke o la división de Keeler pero la división de Cassini es la más intensa y la única que puede observarse claramente con un telescopio de aficionado.